# Letters Patent

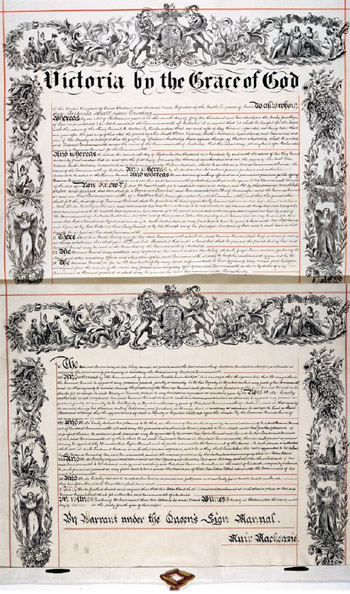
Letters Patent von Königin Victoria

Letters Patent bezeichnet im englischen Sprachraum ein Dokument über die Verleihung eines Titels oder eines Status beziehungsweise die Vergabe von anderen Privilegien oder Rechten an eine Person, eine Institution oder ein Unternehmen durch einen Herrscher oder eine entsprechend autorisierte Institution. Zu den mit Letters Patent verbrieften Privilegien und Rechten gehören auch Ansprüche auf ein Gebiet, die Nutzung eines Handelsmonopols sowie Rechte an Erfindungen und Erzeugnissen.
Das Pluralwort letters patent  geht auf lateinisch litterae patentes zurück, das „offener Brief“ bedeutet. Denselben Ursprung hat auch das Wort Patent.

## Geschichte
Das Prinzip, Herrscherurkunden in Form eines „offenen Briefes“ auszustellen, ist seit dem 12. Jahrhundert in ganz Europa üblich.
Auch in England wurden seit dem 13. Jahrhundert verbriefte Rechte über ein Letters Patent vergeben. Mit solchen Dokumenten wurde Erfindern und Importeuren von neuen Technologien für einen bestimmten Zeitraum alleinige Nutzungs- und Handelsrechte verliehen. In den Statuten über Monopole aus dem Jahr 1623 wurde z. B. festgelegt, dass die Rechte für einen Zeitraum von 14 Jahren galten. Die offenen Schriftstücke wurden ab 1461 mit dem Great Seal, dem königlichen Siegel, versehen und sollten der Öffentlichkeit die exklusiv vergebenen Rechte entsprechend anzeigen.
Das Letters Patent wurde auch für die Ernennung von Personen in öffentliche Ämter ab dem 14. Jahrhundert verwendet. So wurde die Ernennung des ersten königlichen Anwalts, dem Vorläufer des Attorney General, im Jahr 1315 noch ohne einen spezifischen Titel über ein Letters Patent vorgenommen. 1327 erfolgte dann die Vergabe des Titels King’s Attorney (königlicher Anwalt) von Edward II. Bis 1727 wurden die Schriftstücke in lateinischer Sprache verfasst und 1885 die noch heute gültige Form im Vereinigten Königreich eingeführt.

## Gegenwart
Auch im heutigen Sprachgebrauch werden bestimmte Dokumente als Letters Patent bezeichnet, beispielsweise Dokumente zur Vergabe von Adelstiteln, zur Ernennung von Gouverneuren durch das Letters Patent Constituting the Office of Governor-General of New Zealand und zur Inkraftsetzung von Gesetzen durch die britische Krone.